# Evelyn Scott
Evelyn Scott (nacida Elsie Dunn, Clarksville, Tennessee, 1893- Nueva York, 1963) fue una novelista, dramaturga y poeta estadounidense. Escritora modernista y experimental, fue una figura literaria importante en los años 1920 y 1930 y más tarde olvidada.  Con inquietudes artísticas y políticas, su inconformismo la llevó a unirse al partido de las sufragistas en Luisiana cuando tenía 17 años.

## Trayectoria
Nacida en la ciudad de Clarksville, pasó sus años de juventud en Nueva Orleans, Luisiana; una etapa de su vida que relata en su  obra autobiográfica Background in Tennessee.  En 1913, a la edad de diecinueve años, Scott rechazó el mundo sureño en el que había nacido y huyó a Brasil con el decano de Escuela de Medicina Tropical de la Universidad de Tulane. Perseguidos judicialmente por la esposa, ambos adoptaron seudónimos, él se convirtió en Cyril Kay-Scott y ella tomó el apellido Scott. Él le doblaba la edad, estaba casado y con hijos. El romance se convirtió no solo en un gran escándalo social, sino también en un caso policial. La pareja  tuvo un hijo antes de divorciarse en 1928y soportó una agotadora serie de dificultades y fracasos que proporcionarían la materia prima para su novela La escapada, un relato literario y autobiográfico sobre el rechazo de una mujer a las costumbres de su época.

## Obras

### Ficción
- The Narrow House. Nueva York: Boni & Liveright, 1921.
- Narciso. Nueva York: Harcourt Brace, 1922. (edición del Reino Unido: Bewilderment . Londres: Duckworth, 1922).
- The Golden Door. Nueva York: Thomas Seltzer, 1925.
- Ideals: a Book of Farce and Comedy. Nueva York: Boni & Liveright, 1927.
- Migrations: an Arabesque in Histories. Nueva York: Boni & Liveright, 1927.
- La Wave. Nueva York: Jonathan Cape & Harrison Smith, 1929.
- Blue Ron (escrito bajo el seudónimo "Ernest Souza"). Nueva York: Jonathan Cape y Harrison Smith, 1930.
- A Calendar of Sin: American  Melodramas. Nueva York: Jonathan Cape y Harrison Smith, 1931.
- Eva Gay. Nueva York: Harrison Smith & Robert Haas, 1933.
- Breathe. Nueva York: Scribners, 1934.
- Bread and a Sword. Nueva York: Scribners, 1937
- La sombra del halcón . Nueva York: Scribners, 1941.

### Poesía
- Precipitaciones. Nueva York: Nicholas L. Brown, 1920.
- The Winter Alone. Nueva York: Jonathan Cape y Harrison Smith, 1930.
- Los poemas completos de Evelyn Scott (ed. Caroline C. Maun). Orono: Fundación Nacional de Poesía, Universidad de Maine, 2005.

### Autobiografía
- Escapade. Nueva York: Thomas Seltzer, 1923.
- Background in Tennessee. Nueva York: RM McBride, 1937.

### Para niños
- En las arenas infinitas: un libro de Navidad para niños y niñas (con C. Kay-Scott). Nueva York: Henry Holt & Co., 1925.
- La bruja Perkins: una historia de las colinas de Kentucky . Nueva York: Henry Holt & Co., 1929.
- Billy el inconformista . Nueva York: Henry Holt & Co., 1934.